# 阿羌乡 (于田县)
阿羌乡，是中华人民共和国新疆维吾尔自治区和田地區于田县下辖的一个乡。
辖区内的普鲁村位于新疆进入藏北羌塘、翻越昆仑山脉克里雅山口的克里雅古道的北方起点。克里雅古道是西藏最早通往新疆的道路，亦是吐蕃西进中亚的必经之地。在当代，普鲁村被称为“新疆进藏第一村”。

## 行政区划
阿羌乡下辖以下地区：
普鲁村、乌什开布隆村、喀什塔什村、库乃斯村、雄古拉村、吐格曼贝希村、阿羌村、太斯坎里克村、皮什盖村和塔尔阿格孜村。